# 500-річний дуб
500-річний дуб — ботанічна пам'ятка природи місцевого значення в Україні. Розташована на території Димерської селищної громади Вишгородського району Київської області, на західній околиці села Глібівка.
Площа — 0,05 га, статус отриманий у 2018 році. Перебуває у віданні: Глібівська сільська рада.
Один старий екземпляр дуба черешчатого віком біля 500 років, заввишки 30 м. На висоті 1,3 м дерево має в охопленні 5,6 м.